# Grace Joel
Grace Jane Joel (* 28. Mai 1865 in Dunedin, Neuseeland; † 6. März 1924 in Kensington, Stadtteil von London, England) war eine neuseeländische Malerin.

## Frühes Leben
Grace Jane Joel wurde am 28. Mai 1865 als erste Tochter und sechstes von neun Kindern der Eheleute Kate Woolf und Maurice Joel, in Dunedin geboren. Grace Vater war Kaufmann, Bierbrauer und Importeur von Wein und Spirituosen. Ihre Eltern stammten aus England, hatten aber in Victoria, Australien geheiratet und sind von dort aus nach Neuseeland gekommen. Sie waren jüdischen Glaubens und gehörten der jüdischen Gemeinde in Dunedin an. In der Familie wurden großen Wert auf Bildung gelegt, auch für Mädchen und Frauen.
Grace besuchte die Otago Girls’ High School von 1875 bis 1882 und es ist möglich, dass sie anschließend die Otago School of Art besuchte, gesichert ist dies aber nicht. Auch gibt es keine Hinweise auf ihre künstlerischen Fähigkeiten im jugendlichen Alter. 1886 wurde sie jedoch Mitglied der Otago Art Society, was eine künstlerische Neigung und Ausrichtung ihrerseits nahelegt.

## Studium der Malerei in Melbourne
Von 1888 bis 1889 und dann noch einmal von 1891 bis 1894 studierte sie an der National Gallery School in Melbourne, Australien. Vermutlich war es die spezielle Ausrichtung der Schule in Bezug auf bildende Kunst, die Grace angezogen hatte. Im Gegensatz zu der Schule in Melbourne, war das Ausbildungsprogramm in Dunedin breiter gefächert, wozu als Beispiel auch das technische Zeichnen gehörte. Zum Ende des ersten Teils ihres Studiums gewann Grace den ersten Preis in der Kategorie Zeichnen mit Kohle, ging dann für ein Jahr zurück zu ihrer Familie nach Dunedin, um dann ihr Studium für vier Jahre in Melbourne weiter fortzusetzen. 1893 gewann Grace dann mit dem Ramsay Prize eine weitere Auszeichnung für eine ihrer Arbeiten und war damit die erste Frau, die diesen Preis erhielt.

## Neuseeland
Mitte 1894 kehrte Grace nach Dunedin zurück und entschloss sich den Weg einer professionellen Künstlerin zu beschreiten. Sie konzentrierte sich in ihren Arbeiten auf die Figur und das Porträt, stellte ihre Werke aus, unterrichtete und nahm an der lokalen Kunstszene teil. Die Otago Art Society war hier für sie der besondere Ort, aber auch am Easel Club beteiligtes sie sich, der leider nur ein kurzes Dasein hatte. Doch ihre künstlerische Vision unterschied sich vom vorherrschenden ästhetischen Trends jener Zeit. Sie ließ sich durch den italienischen Maler Girolamo Pieri Nerli inspirieren, der sich seinerzeit in Neuseeland aufhielt und entwickelte ihre eigenen Stiel mit reichlich Farben.

## England
Um 1899 ging Grace nach Europa, ließ sich in London nieder, studierte und arbeitete aber auch in den Niederlanden und in Frankreich. Während dieser Zeit schrieb sie sich an der Académie Julian in Paris ein und studierte bei vielen angesehenen Künstlern, darunter auch Auguste Renoir. Einige bäuerliche Genreszenen stammen aus dieser Zeit, doch ihr Hauptanliegen blieb die Figur.

## Neuseeland
Das Jahr 1906 führte sie wieder zurück nach Neuseeland. Sie hatte einige Gruppenausstellungen und Einzelausstellungen in Sydney, Melbourne und Dunedin. Die Presse war zuvorkommend, doch sie konnte sich mit ihren Arbeiten nicht recht etablieren.

## England
Spätestens 1908 kehrte sie Neuseeland den Rücken und ging wieder nach England, wo sie in London bis zu ihrem Lebensende lebte. Sie stellte regelmäßig bei konservativen Organisationen wie der Royal Academy of Arts in London und der Société des Artistes Français in Paris aus und wurde 1923 auf dem Salon de Paris ausgezeichnet.
1923 erkrankte Grace Jane Joel an Krebs und verstarb daran am 6. März 1924 in Kensington, einem Stadtteil von London.